# Fernando Carrera
Luis Fernando Carrera Castro (Ciudad de Guatemala, Guatemala, 19 de abril de 1966) es un economista, analista político y diplomático guatemalteco. Fungió como Embajador Extraordinario y Plenipotenciario de Guatemala ante la Organización de las Naciones Unidas durante la presidencia de Otto Pérez Molina. Previo a ello, ocupó el cargo de ministro de Relaciones Exteriores de Guatemala para la misma administración. Es economista guatemalteco especializado en política fiscal y analista político. Se graduó en economía en la Universidad Nacional de Costa Rica (UNA) en el año 1990 y luego obtuvo una Maestría (Master Philosophy) en Economía y Política del Desarrollo en la Universidad de Cambridge, Reino Unido, en 1992.

## Historia personal
Luis Fernando Carrera Castro nació el 19 de abril de 1966 en la ciudad de Guatemala. Es hijo de José Roberto Carrera Bonilla y Judith Castro de Carrera. Su padre nació en la Ciudad de Guatemala, y su madre en Tactic, Alta Verapaz. Inició sus estudios primarios en la ciudad de Guatemala pero, por la situación política, su familia sale al exilio en 1975, y radican en Costa Rica, en donde concluye sus estudios escolares e ingresa a la universidad. Su padre ya había salido del país en condición de asilado político en 1971. Finalmente, se gradúa de la Universidad Nacional de Costa Rica en 1991, y luego se marcha a Inglaterra para proseguir con sus estudios de maestría en la Universidad de Cambridge. Está casado con la también economista costarricense Elizabeth Ugalde Miranda, con quien procreó dos hijas: Amanda Isabel,que nació en Costa Rica el 28 de abril de 1995, y Laura Beatriz, que nació en Guatemala el 12 de abril de 2000.

## Vida profesional
Entre 1993 y 1994, fue director de Investigaciones de la oficina regional para América Latina de la Alianza Cooperativa Internacional (ACI), y consultor en programas de desarrollo rural en El Salvador y Nicaragua para organizaciones no gubernamentales europeas.
A fines de 1994inició su relación laboral con Naciones Unidas, a través del Fondo de Naciones Unidas para la Infancia (UNICEF), con el que trabajó en diversas capacidades entre 1994 y 2007, llegando a ser Representante Adjunto de dicha organización en Ecuador, y posteriormente Representante en Cabo Verde (África Occidental) y Panamá.
Durante el periodo comprendido del 2008 a febrero de 2010 fue director ejecutivo del Instituto Centroamericano de Estudios Fiscales, ICEFI. A partir de marzo de 2010 y hasta diciembre de 2011 fue el director ejecutivo de la Fundación Soros Guatemala.
Del 2008 al 2011 publicó una columna semanal en el diario elPeriódico (Guatemala), y sus opiniones editoriales han aparecido en diversos medios de comunicación de Centroamérica, España y Estados Unidos. Sus análisis y comentarios también se han difundido en canales internacionales de televisión, como CNN, Al Jazeera y Televisión Española (TVE).
Ha escrito artículos técnicos en publicaciones especializadas de Naciones Unidas. También ha participado como conferencista en diversos seminarios internacionales en Europa, Japón, América Latina y Estados Unidos.
Durante su carrera profesional internacional, Carrera Castro ha colaborado en investigaciones y procesos de incidencia en políticas públicas, buscando fortalecer las capacidades del gobierno y de la sociedad en general para la utilización de la política fiscal como una herramienta para el impulso del desarrollo humano. En ese marco, se ha preocupado por encontrar mecanismos operacionales para mejorar el cumplimiento de los derechos humanos a través de un uso efectivo y estratégico del presupuesto público.

### SEGEPLAN
En el 2012, Fernando Carrera fue el titular de la Secretaría de Planificación y Programación de la Presidencia (SEGEPLAN). Durante su gestión se consolidó el ordenamiento institucional que había alcanzado SEGEPLAN, por medio del fortalecimiento de la Secretaría de Inversión Pública, que estaba ligeramente debilitada. Además, se impulsó el proceso de planificación territorial, iniciándose la preparación del primer plan estratégico de desarrollo de Guatemala denominado "K'atun: Nuestra Guatemala 2032".

## Ministerio de Relaciones Exteriores
El 14 de enero del 2013, Fernando Carrera fue nombrado por el presidente Otto Pérez como el nuevo Ministro de Relaciones Exteriores, en sustitución de Harold Caballeros. Durante su gestión, el ministro Carrera centró su trabajo en una misión encomendada por el presidente: Buscar una apertura en el diálogo para introducir cambios en la actual política internacional contra las drogas. Parte de su proceso en la Cancillería también fue votar a favor del Estado Palestino como tal ante el cual el Canciller anterior Harold Caballeros era Pro-Israel.

## Embajador ante la ONU
El 8 de septiembre de 2014, el presidente Otto Pérez anunció su decisión de enviar al Embajador Fernando Carrera al frente de la Misión Permanente de Guatemala ante las Naciones Unidas, sustituyéndole el entonces viceministro Carlos Raúl Morales en el cargo de Ministro de Relaciones Exteriores. El Embajador Carrera entregó sus cartas credenciales el 19 de septiembre de 2014 ante el Secretario General de la ONU, Ban Ki-Moon. 
Durante la revuelta política del 2015, el embajador Carrera solicitó públicamente la renuncia del presidente Pérez Molina. Finalmente, el embajador Carrera presentó formalmente su renuncia al cargo el  25 de agosto de 2015.   